# Slaget på Abrahams slätter
Slaget på Abrahams slätter (engelska: Battle of the Plains of Abraham, franska:  Bataille des Plaines d'Abraham ) eller slaget vid Québec (engelska: Battle of Québec, franska: Bataille de Québec) utkämpades den 13 september 1759 utanför Québecs stad, då ockuperad av britterna, mellan Storbritannien och Frankrike. Slaget utkämpades under fransk-indianska kriget, en del av sjuårskriget, och blev en framgång för britterna. Slaget visade sig senare vara avgörande.